# Sixten Ehrling

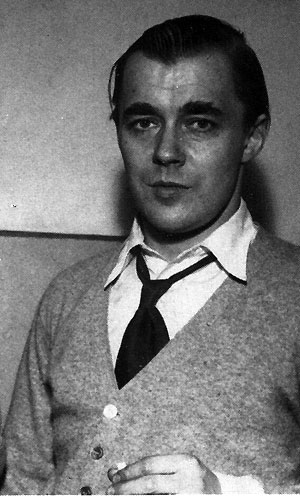
Sixten Ehrling

Sixten Ehrling (* 3. April 1918 in Malmö, Schweden; † 13. Februar 2005 in New York City) war ein schwedischer Dirigent.

## Leben und Wirken
Ehrling studierte von 1936 bis 1941 an der Königlichen Akademie für Musik in Stockholm (Klavier, Violine, Komposition, Diplome in Musikunterricht, Orgel, Dirigieren). 1941 verbrachte er aus Studiengründen ein Jahr an der Semperoper in Dresden, wo er Karl Böhm assistierte.
Sixten Ehrling schaffte seinen Durchbruch als Dirigent 1950, wo er in einem Konzert des Stockholmer Philharmonischen Orchesters Igor Strawinskys „Sacre du Printemps“ auswendig dirigierte. Der schwedische König Gustav VI. Adolf verlieh Ehrling schließlich den Titel eines „Ersten Dirigenten des Königlichen Hofes“. Von 1953 bis 1960 leitete Ehrling die Königliche Oper in Stockholm als Direktor. Während dieser Jahre arbeitete er eng mit den Sängerstars Jussi Björling und Birgit Nilsson zusammen.
1952/53 spielte Ehrling mit dem Stockholmer Philharmonischen Orchester die erste Gesamtaufnahme der Symphonien Jean Sibelius’ ein.
Ehrling galt als Uraufführungsdirigent. Aufsehen erregte beispielsweise die Uraufführung der Oper „Aniara“ des schwedischen Komponisten Karl-Birger Blomdahl an der Stockholmer Oper im Jahre 1959, eine Produktion, die im selben Jahr in Edinburgh gastierte.
1960 quittierte Ehrling nach Streitigkeiten den Posten des Operndirektors in Stockholm und orientierte sich beruflich in Richtung USA, wo er schließlich 1963 dem Dirigenten Paul Paray als Chefdirigent des Detroit Symphony Orchestra folgte (1963–1973).
Von 1973 an lebte Ehrling dauerhaft in New York. An der dortigen Juilliard School of Music arbeitete er von 1973 bis 1987 als Leiter der Kurse für Dirigieren (zu den bekanntesten seiner Schüler zählen Myung-Whun Chung, JoAnn Falletta, Andrew Litton und Andreas Delfs). 1973 gab Ehrling auch sein Debüt an der New Yorker Metropolitan Opera.
Außerdem wirkte Ehrling als musikalischer Berater und erster Gastdirigent des Denver Symphony Orchestra (1978–1985) sowie als künstlerischer Berater des San Diego Symphony Orchestra (1985–1988). 1993 wurde Ehrling Chefdirigent und musikalischer Berater der drei Orchester der Manhattan School of Music.
In den Jahren von 1974 bis 1976 bekleidete Ehrling überdies den Posten des Chefdirigenten der Göteborger Symphoniker.
Ehrlings bevorzugte Komponisten waren Maurice Ravel, Claude Debussy, Ottorino Respighi, Richard Strauss, Richard Wagner und Pjotr Iljitsch Tschaikowski.